# Ludwig Otto Gmelin
Ludwig Otto Gmelin (* 15. September 1786 in Tübingen; † 23. Dezember 1855 in Stuttgart) war ein deutscher Jurist und Militär.

## Leben
Ludwig Otto Gmelin war der Sohn des Rechtswissenschaftlers Christian Gottlieb Gmelin. Seine Brüder waren der Politiker Friedrich von Gmelin und der Jurist Christian Heinrich Gmelin. Von 1800 bis 1805 machte er eine Ausbildung zum Kanzleischreiber. Von 1803 bis 1808 studierte er Rechtswissenschaften in Tübingen 1808 stellte man ihn als Aktuar beim Oberamt Vaihingen ein. 1810 wurde er Regiment-Quartiermeister sowie Auditor eines Fußjäger-Bataillons. In diesen Ämtern beteiligte er sich 1812 am Feldzug durch Russland, 1813 an der Leipziger Schlacht als Feld-Oberauditor und im Folgejahr am Marsch nach Frankreich. 1814 wurde er als Oberamtmann in Sulz am Neckar eingesetzt. Eine Tätigkeit als Oberamtsrichter in Leonberg begann Gmelin 1819, 1829 wurde er als Oberamtsrichter nach Rottenburg versetzt. Dort wurde er 1840 Direktor des Zuchthauses.
Am 27. Januar 1815 hatte er in Gröningen Charlotte Ernestine Umfried geheiratet, mit der er sieben Kinder hatte.

## Politik
1819 wählte man Ludwig Otto Gmelin als Abgeordneten im Wahlkreis Marbach erstmals in den württembergischen Landtag. 1825 wurde er für den Wahlkreis Sulz ein zweites Mal gewählt.